# Cobaltneustädtelite
La cobaltneustädtelite (simbolo IMA: Cneu) è un minerale molto raro appartenente al gruppo della medenbachite della classe dei minerali "fosfati, arseniati e vanadati" con la composizione chimica Bi2Fe3+Co2+O(OH)3(AsO4)2, cioè è un arseniato di bismuto-ferro-cobalto con ioni idrossido aggiuntivi.

## Etimologia e storia
Il nome deriva dal suo contenuto di cobalto e dall'analogia con la neustädtelite: infatti la cobaltneustädtelite è stata scoperta per la prima volta insieme alla neustädtelite nei cumuli di scorie della miniera Güldener Falk vicino a Neustädtel (Schneeberg) nei Monti Metalliferi sassoni e descritta nel 2002 da Werner Krause, Heinz-Jürgen Bernhardt, Catherine McCammon e Herta Effenberger che le diedero il nome.
Il campione tipo del minerale è conservato nella collezione del Museo Statale di Mineralogia e Geologia di Dresda in Germania (nº di catalogo 18328 e 18329).

## Classificazione
La 9ª edizione della sistematica minerale di Strunz, valida dal 2001 e aggiornata dall'Associazione Mineralogica Internazionale (IMA) fino al 2009, elenca la cobaltneustädtelite nella classe "8.B Fosfati, etc., con anioni aggiuntivi, senza H2O". che a sua volta è ulteriormente suddivisa in base alla dimensione relativa dei cationi coinvolti e al rapporto di quantità di sostanza degli anioni aggiuntivi (OH ecc.) al complesso fosfato, arseniato o vanadato (RO4), in modo che il minerale sia classificato in base alla sua composizione nella sezione "8.BK Con cationi di media e grande dimensione, (OH, etc.):RO4 = 2:1, 2,5:1" può essere trovato, dove solo insieme a neustädtelite e medenbachite con le quali forma il sistema nº 8.BK.10.
Tale classificazione resta invariata anche nell'edizione successiva, proseguita dal database "mindat.org" e chiamata Classificazione Strunz-mindat.
Nella Sistematica dei lapis (Lapis-Systematik) di Stefan Weiß la cobaltneustädtelite si trova nella classe dei "fosfati, arseniati e vanadati" e da lì nella sottoclasse dei "fosfati [arseniati e vanadati] anidri, con anioni estranei F,Cl,O,OH"; qui è nella sezione dei minerali con "cationi medi e grandi: Mg-Cu-Zn e Ca-Na-K-Ba-Pb" dove forma il sistema VII/B.37 insieme a brendelite, paulkellerite, neustädtelite e medenbachite.
Anche la sistematica dei minerali Dana, che viene utilizzata principalmente nel mondo anglosassone, classifica la cobaltneustädtelite nella classe di "fosfati, arseniati e vanadati" e lì nella sottoclasse dei "fosfati anidri, ecc., con ossidrile o alogeno". Qui è insieme a medenbachite e neustädtelite nel "gruppo della medenbachite" con il sistema nº 41.04.09 nella suddivisione "Fosfati anidri, ecc., con ossidrile o alogeni con (AB)5(XO4)2Zq".

## Abito cristallino
La cobaltneustädtelite cristallizza nel sistema triclino nel gruppo spaziale P1 (gruppo nº 2) con i parametri reticolari a = 9,156(1) Å, b = 6,148(1) Å, c = 9,338(1) Å, α = 83,24(1)°, β = 70,56(1)° e γ = 86,91(1)° nonché 1/2 unità di formula per cella unitaria.

## Origine e giacitura
I campioni, che contengono neustädtelite e cobaltneustädtelite, sono costituiti principalmente da quarzo, dove i due minerali cristallizzano in piccole cavità. I minerali di accompagnamento includono goethite, limonite e preisingerite, e raramente bismutite, mixite e zeunerite.
Essendo una formazione minerale rara, la neustädtelite ha potuto essere rilevata solo in pochi siti, anche se finora (a partire dal 2013) sono considerati noti meno di 10 siti.
Oltre alla località tipo della miniera Güldener Falk, il minerale è stato trovato anche in Germania in diverse discariche minerarie intorno a Neustädtel e Schneeberg (Erzgebirge), come le miniere Friedefürst, Junge Kalbe e Peter und Paul (oggi Marx-Semler-Stolln) in Sassonia.
L'unico altro sito noto per l'cobaltneustädtelite è la miniera Espuela de San Miguel vicino a Villanueva de Córdoba vicino a Cordova in Spagna.

## Forma in cui si presenta in natura
La cobaltneustädtelite sviluppa soltanto i piccoli, cristalli tabulari con habitus tabulare fino a circa 0,2 millimetri di diametro di colore marrone, marrone-rosso o nero con il colore marrone chiaro dello striscio. Le superfici dei cristalli da trasparenti a traslucidi mostrano una lucentezza simile a quella del diamante.